# 情けの一撃

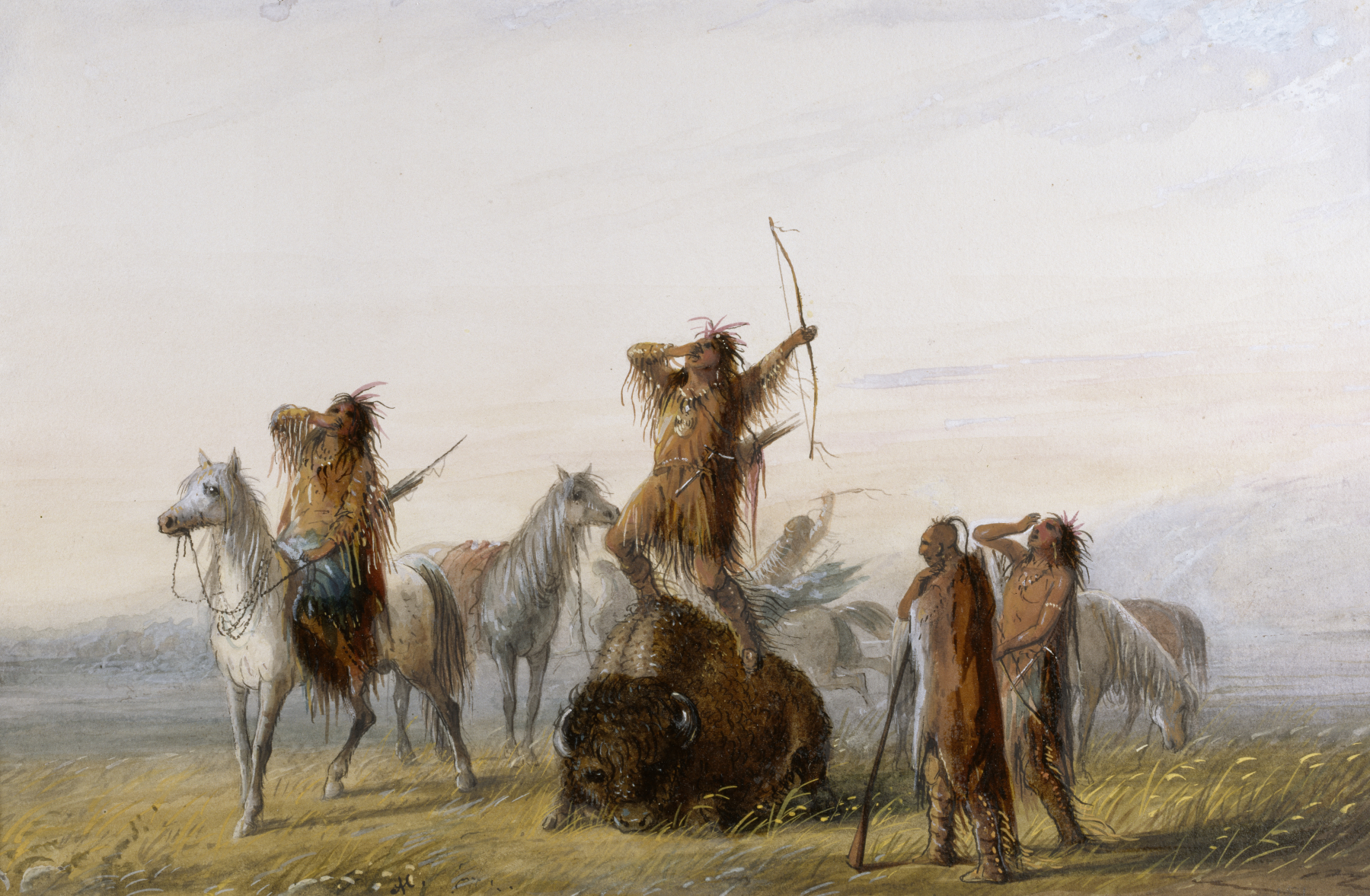
致命傷を負わせたバッファローの周りに集まり「情けの一撃」となる矢を撃ち込もうとしているネイティブアメリカン。19世紀の絵画

情けの一撃 (フランス語: coup de grâce [ku də ɡʁɑs]、クー・ド・グラス) は、重傷を負った人間や動物に、苦しみから救うという慈悲の心から止めを刺し死に至らしめる行為。戦闘で致命傷を負った市民や兵士、友や敵などに施す安楽死の側面があるが、殺される側の同意があるとは限らない。

## 概要
情けの一撃が行われる例としては、戦時に重傷を負い、生存してはいるものの命を救う手段がない者の心臓や頭（特に脳幹）を撃ち抜くというものがある。火器の登場以前は、鋭利な武器でのどを切ったり心臓を突いたり、重い衝撃武器で頭に一撃を加えたりした。
処刑時にも、例えば銃殺刑の際に一斉射撃で死刑囚の命を絶てなかった場合、将校が拳銃で情けの一撃を加える場合がある。また日本では、切腹した者の背後からすぐさま首を深く切る介錯が行われた。
生物としての死に限らず、経済などの文脈で比喩的に「情けの一撃」という語が使われることもある。